# هربرت آخترنبوش
هربرت آخترن‌بوش (آلمانی: Herbert Achternbusch؛ ۲۳ نوامبر ۱۹۳۸ – ۱۰ ژانویهٔ ۲۰۲۲) یک کارگردان فیلم، نویسنده، فیلم‌نامه‌نویس، شاعر، هنرپیشه، نقاش، نمایشنامه‌نویس اهل آلمان بود.

## سال‌های پایانی عمر
هربرت آخترنبوش بعد ۱۹۹۷ از زندگی عمومی کناره‌گیری کرد، و در ۱۰ ژانویه ۲۰۲۲ در سن ۸۳ سالگی در مونیخ درگذشت.

## گزیده فیلمشناسی
از فیلم‌ها یا برنامه‌های تلویزیونی که وی در آن نقش داشته‌است می‌توان به معمای کاسپار هاوزر، قلب شیشه‌ای و شبح اشاره کرد.